# 클라우디아 하일
클라우디아 하일(독일어: Claudia Heill, 1982년 1월 24일~2011년 3월 31일)은 오스트리아의 전직 유도 선수, 지도자로 2004년 하계 올림픽 하프미들급 부문에서 은메달을 획득했다.

## 생애
하일은 1982년 빈에서 태어났다.
2004년 하계 올림픽에서 은메달을 획득했다. 그녀는 유럽 선수권 대회에서 은메달을 2번 획득했고 동메달을 3번 획득했다. 그녀는 2008년 하계 올림픽에서 5위를 했고 1년후 은퇴했다. 현역에서 은퇴한 후 그녀는 주니어 유도 코치로 활동했다. 
2011년 3월 31일에 빈에서 창문 밖으로 몸을 던져 사망했다.